# Нидили
Ниди́ли (якут. Ньидьили; устар. Неджели, устар. Недели, устар. Ньэдьэли) — наиболее крупное озеро на Центральноякутской равнине (Лено-Вилюйское междуречье). Находится на территории Кобяйского улуса Якутии, Россия.
Площадь водосбора 1010 км², площадь зеркала 119 км², длина 33,5 км, ширина 6 км, максимальная глубина 7 м, средняя глубина около 3 м (по данным 1964 г.). Вытянуто с запада на восток. В Нидили впадают реки Кюнкюй, Харыя-Юрях, берёт начало река Сиэн (бассейн реки Вилюй).
Изучение гидрологического режима озера начато с октября 1960 года на посту, расположенном в 400 м от посёлка Арыктах. Средняя температура воды в июле +18,7 °C. Замерзает в конце сентября — начале октября. Средняя продолжительность ледостава — около 240 дней. Во второй декаде июня Нидили очищается от льда. Богато рыбой.
Нидилинский карась, признанный лучшим в Якутии, расселяется по озёрам республики. С 1997 года Департаментом биологических ресурсов РС(Я) проводились рыбоводные работы по интродукции нидилинского карася, и с этого года по 2000 год отловлено и перевезено для зарыбления около 10 тысяч карасей в 40 озёр республики.